# Ptahchepsès (vizir de Niouserrê)
Pour les articles homonymes, voir Ptahchepsès.
Ptahchepsès était le vizir du pharaon Niouserrê de la Ve dynastie égyptienne.
Ce personnage haut en couleur eut une destinée extraordinaire qui symbolise assez bien la capacité de progression et de promotion sociale que l'Égypte antique pouvait offrir à ses habitants. Évolution sociale grandement facilitée lorsque l'on gravitait dans l'entourage royal, et c'était le cas de Ptahchepsès.

## Généalogie
Sa tombe retrouvée dans la nécropole royale d'Abousir nous apprend qu'il avait débuté comme « simple » manucure et barbier du roi, ce qui en soi est déjà une position privilégiée car en contact intime avec la personne royale. Il séduisit une de ses filles, autre « privilège » rare pour un simple notable et finit par devenir le plus important personnage de l'État après Pharaon lorsque celui-ci lui attribua la charge inestimable du gouvernement et de la responsabilité du royaume.
Gendre du roi, vizir du roi, il s'intégra à la famille royale et dirigea une véritable administration de fonctionnaires et de scribes qui contrôlait l'ensemble du pays. En tant que juge suprême, il présidait au tribunal royal et rendait la justice au nom de Pharaon lui-même.
De son épouse Khâmerernebti, fille aimée du roi et de la reine Rêpoutnoub, il eut au moins deux fils, Khâfini et Ptahchepsès (II ou « le jeune »).

## Sépulture

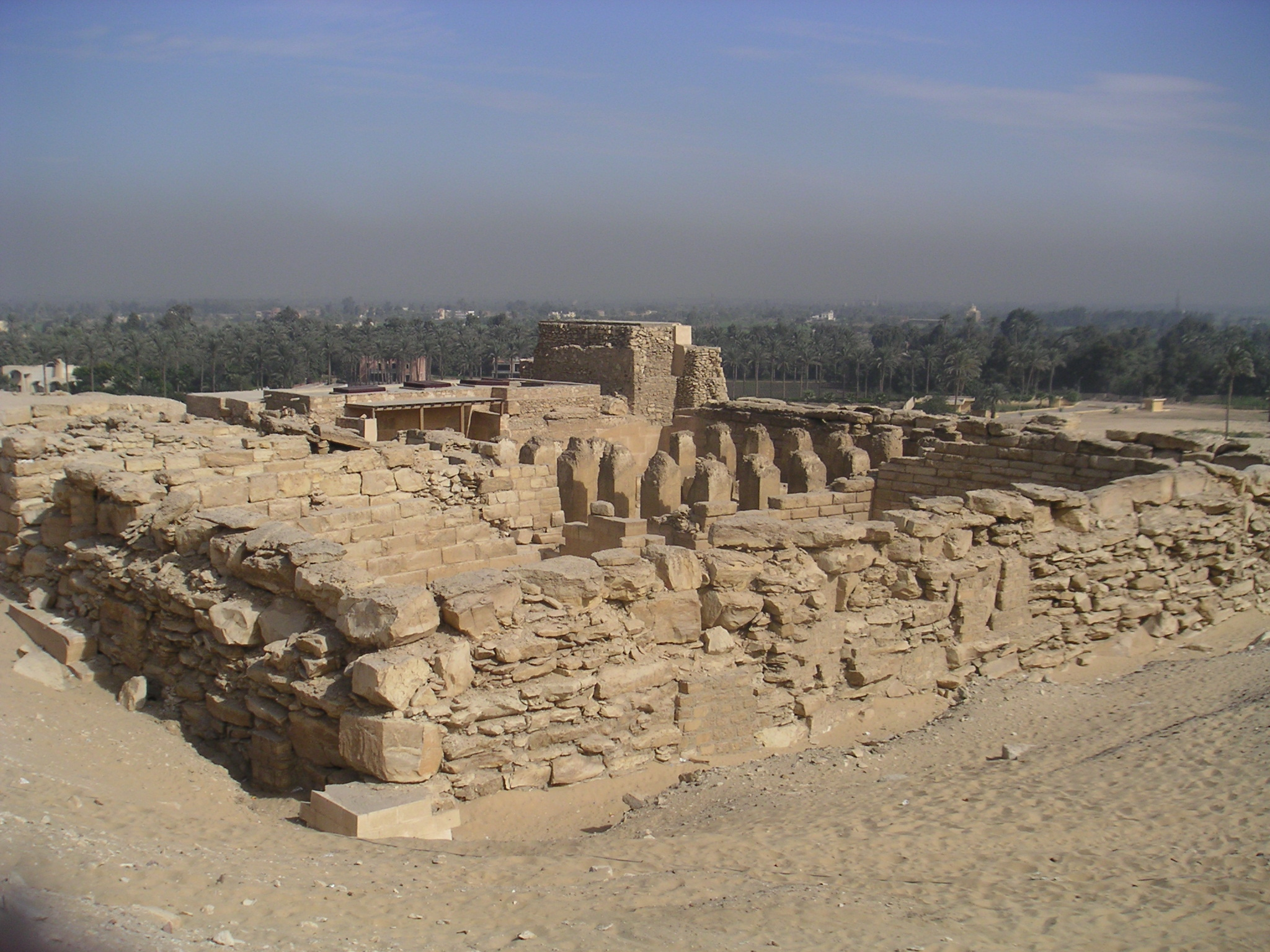
Vue sur le mastaba de Ptahchepsès à Abousir

Son mastaba est l'un des plus grands et des plus aboutis édifices du genre et comporte un dispositif complexe de salles et de cours destinées à son culte funéraire ainsi qu'à sa royale épouse qui fut inhumée avec lui dans son caveau.